# Wallowa (Oregon)
Pour les articles homonymes, voir Wallowa.
Wallowa est une municipalité américaine située dans le comté de Wallowa en Oregon.
Lors du recensement de 2010, sa population est de 808 habitants. Située sur la Wallowa, la municipalité s'étend sur 0,61 mille carré (1,58 km2).
Les premiers européens s'implantent à Wallowa en 1872, un bureau de poste y ouvre l'année suivante. Wallowa devient une municipalité le 18 janvier 1909.